# Tony Dallara
Tony Dallara (Campobasso, 30 juni 1936) is een Italiaans zanger. Zijn echte naam is Antonio Lardera.
In 1960 won hij het San Remo Festival met het lied Romantica. Het San Remo Festival was in die tijd nog de voorronde voor het Eurovisiesongfestival, maar elk lied werd door twee zangers gebracht en het was Renato Rascel die naar het songfestival mocht. Met Romantica won Dallara ook Canzonissima, een andere televisieliedjeswedstrijd. Ook in 1961 wist hij dat festival te winnen, ditmaal met Bambina Bambina.
Andere bekende liedjes van hem zijn Ti dirò, Ghiaccio bollente en uit 1957 de Italiaanse evergreen Come prima. In Italië was "Come prima" de eerste single die het verkoopsrecord van 300.000 exemplaren haalde, maar daarnaast scoorde de hit ook in Nederland (5 weken in de hitparade) en Vlaanderen.
- Biblioteca Nacional de España: XX1327611
- Bibliothèque nationale de France: cb13928628h (data)
- Gemeinsame Normdatei: 132947714
- International Standard Name Identifier: 0000 0000 7824 4073
- Library of Congress Control Number: no2006092045
- MusicBrainz: d712bda3-deb4-4f6a-981e-504b54371163
- Istituto Centrale per il Catalogo Unico: UBOV525139
- Virtual International Authority File: 14530586
- WorldCat: E39PBJqW3DtkRhpjVb8bYGgMyd